# Selaginella caesia
Selaginella caesia é uma espécie de vegetais da família Selaginellaceae, é utilizado para fins ornamentais, como em jardins, terrários e vasos.

## Como cuidar de um espécime
Deve-se Utilizar água filtrada em temperatura ambiente, devido à essa planta ser nativa de ambientes quentes. Sendo útil podar essa espécie periódicamente durante a primavera e o verão. Caso houver folhas mortas deve-se remover os pecíolos ou removendo os caules que morreram. A faixa ideal de temperatura é em torno de 18 à 27 C°.

## Morfologia
A planta pode chegar à 30 centímetros de altura e 50 centímetros de diâmetro da coroa.

## Sinônimos
Esta espécie tem dois sinônimos, sendo estes:
- Lycopodium caesium
- Selaginella uncinata

## Distribuição geográfica
A espécie é encontrada em diversos continentes, sendo encontrada na américa, ásia, Japão e Nova zelândia. Sendo classificada como espécie invasora no Japão.

## Refetências
1. 1 2 3  «Selaginella uncinata». PictureThis. Consultado em 1 de julho de 2024
2. ↑  «Selaginella uncinata (Desv. ex Poir.) Spring». www.gbif.org. Consultado em 1 de julho de 2024
3. 1 2  «Selaginella uncinata (Desv. ex Poir.) Spring». www.gbif.org. Consultado em 1 de julho de 2024